# Hypnoidus ghilarovi
Hypnoidus ghilarovi is een keversoort uit de familie kniptorren (Elateridae). De wetenschappelijke naam van de soort is voor het eerst geldig gepubliceerd in 1991 door Dolin & Bessolitzina.